# 陶瓦

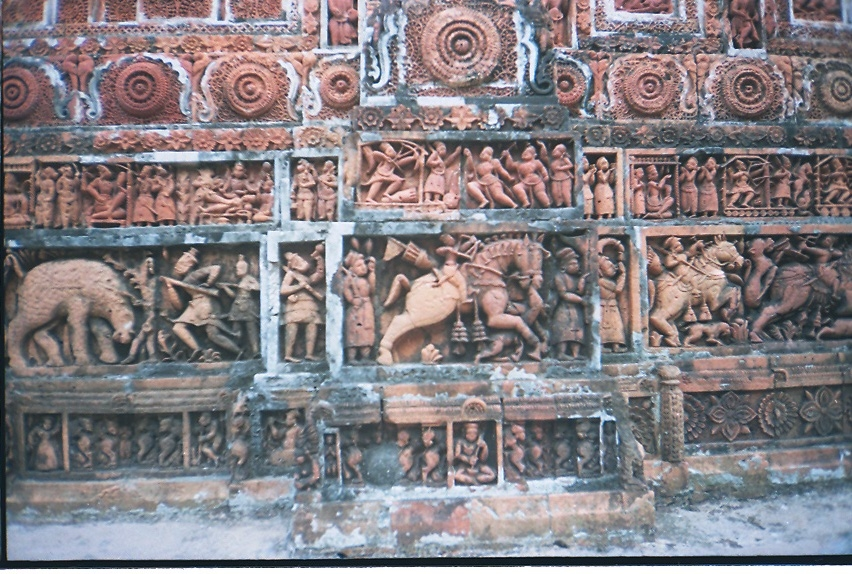
孟加拉Kantajew Temple外的陶瓦設計

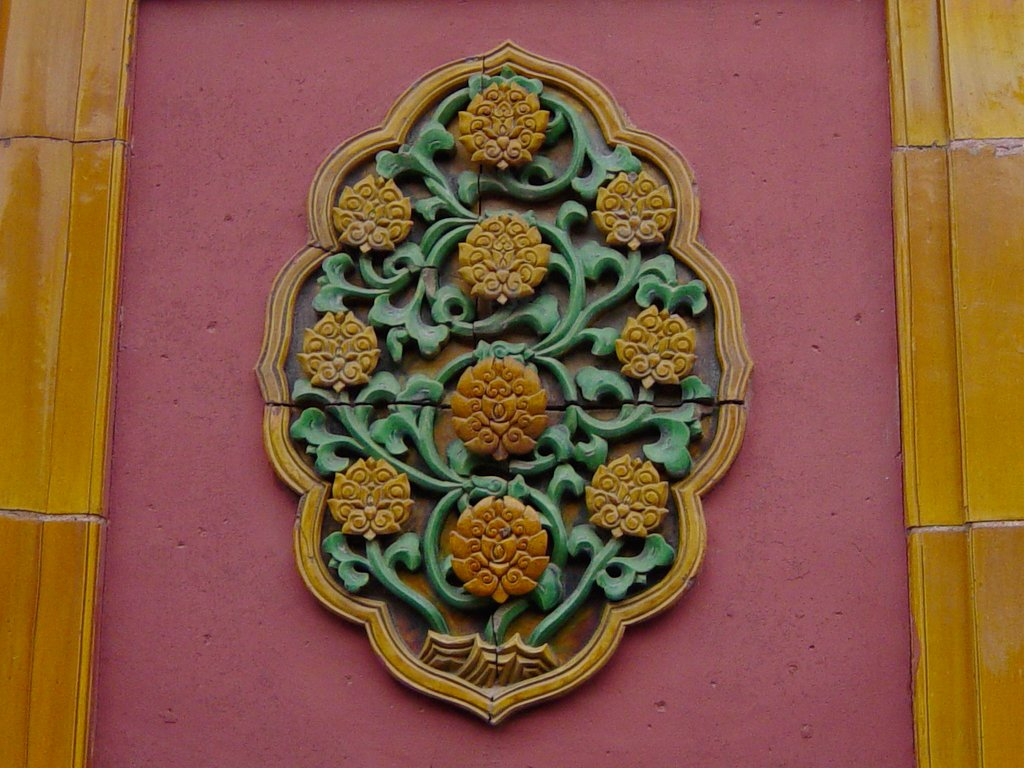
北京紫禁城外的裝飾

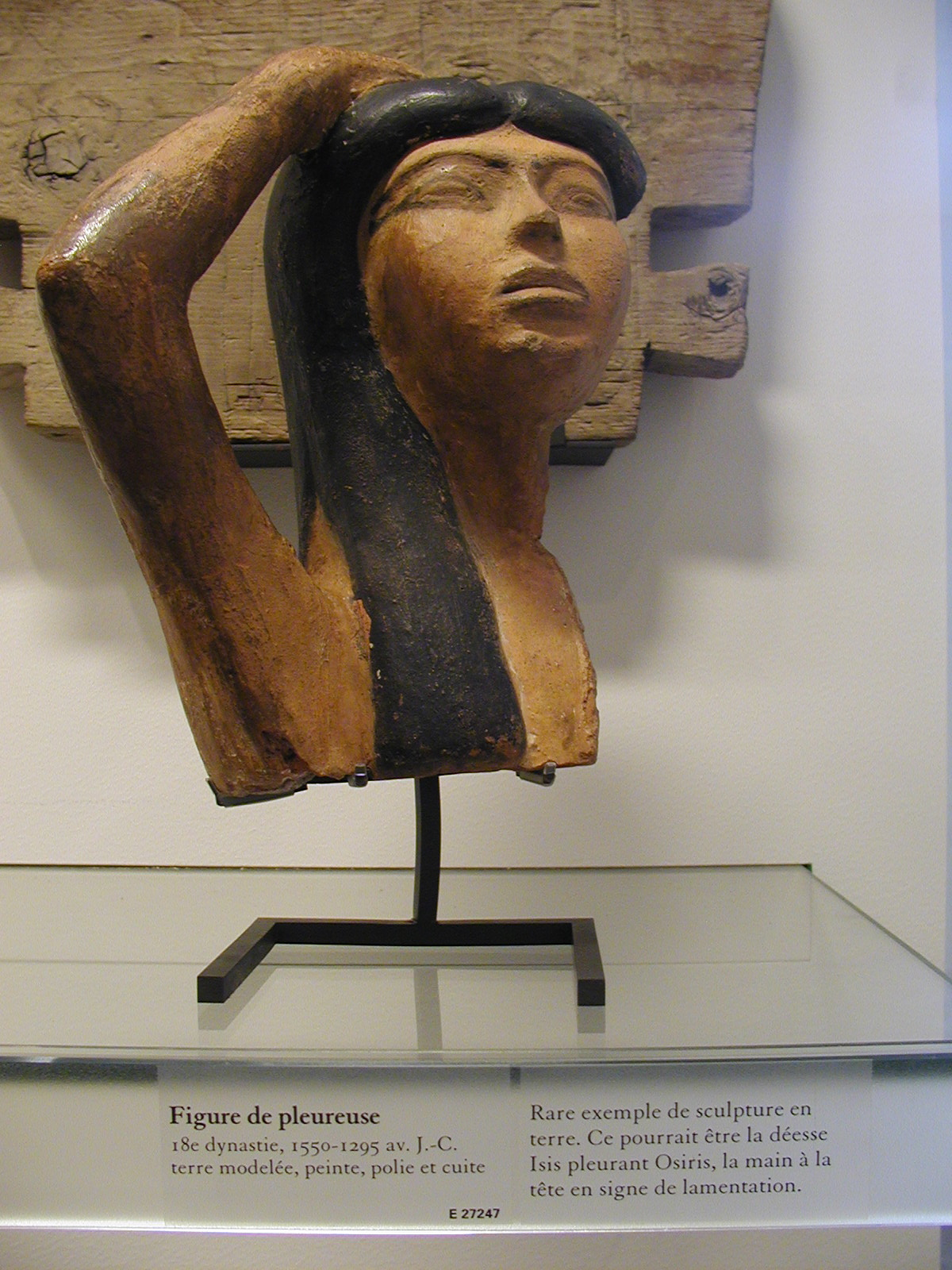
伊西絲哀悼歐西里斯的陶瓦像（埃及十八王朝），巴黎羅浮宮

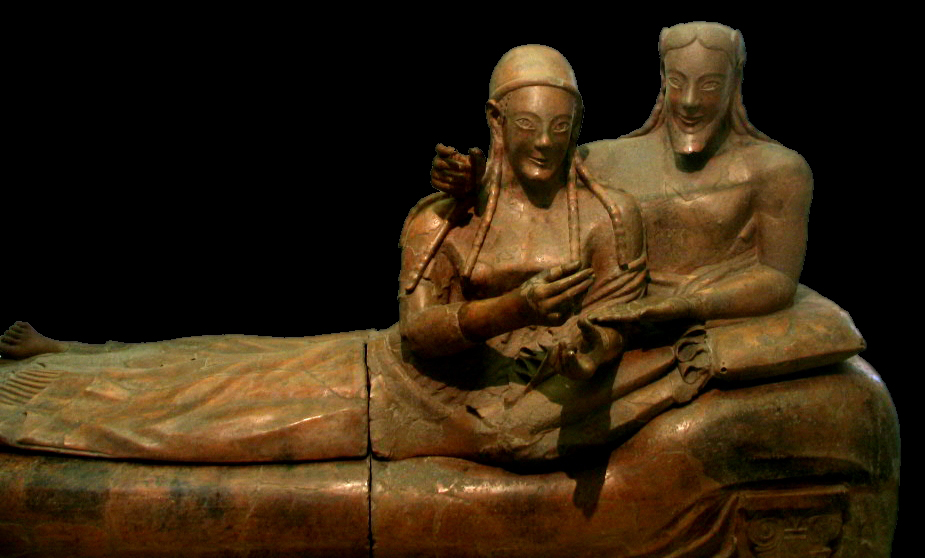
位於伊特魯里亞博物館的「夫妻的石棺」

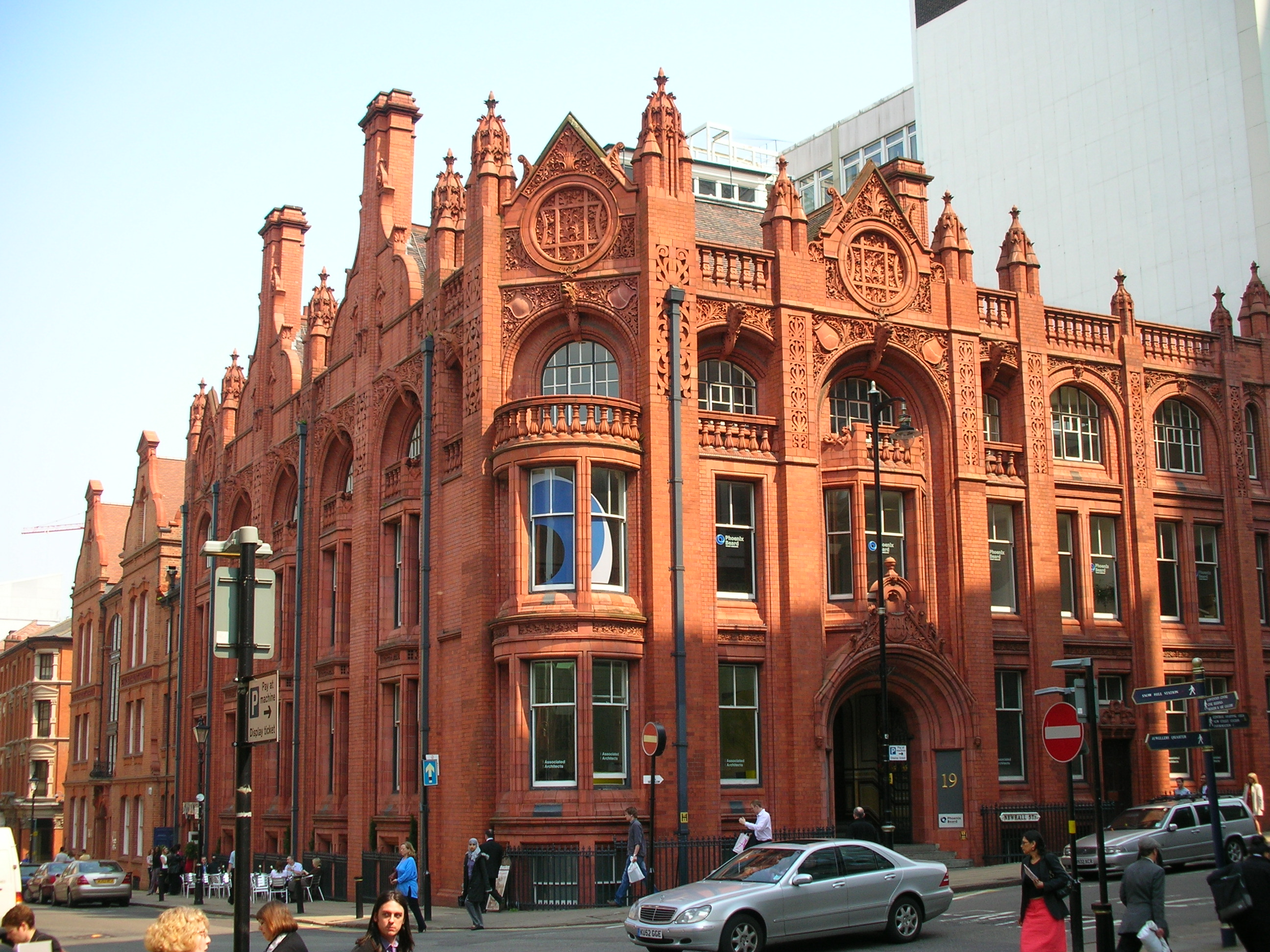
伯明罕的貝爾愛迪生大樓

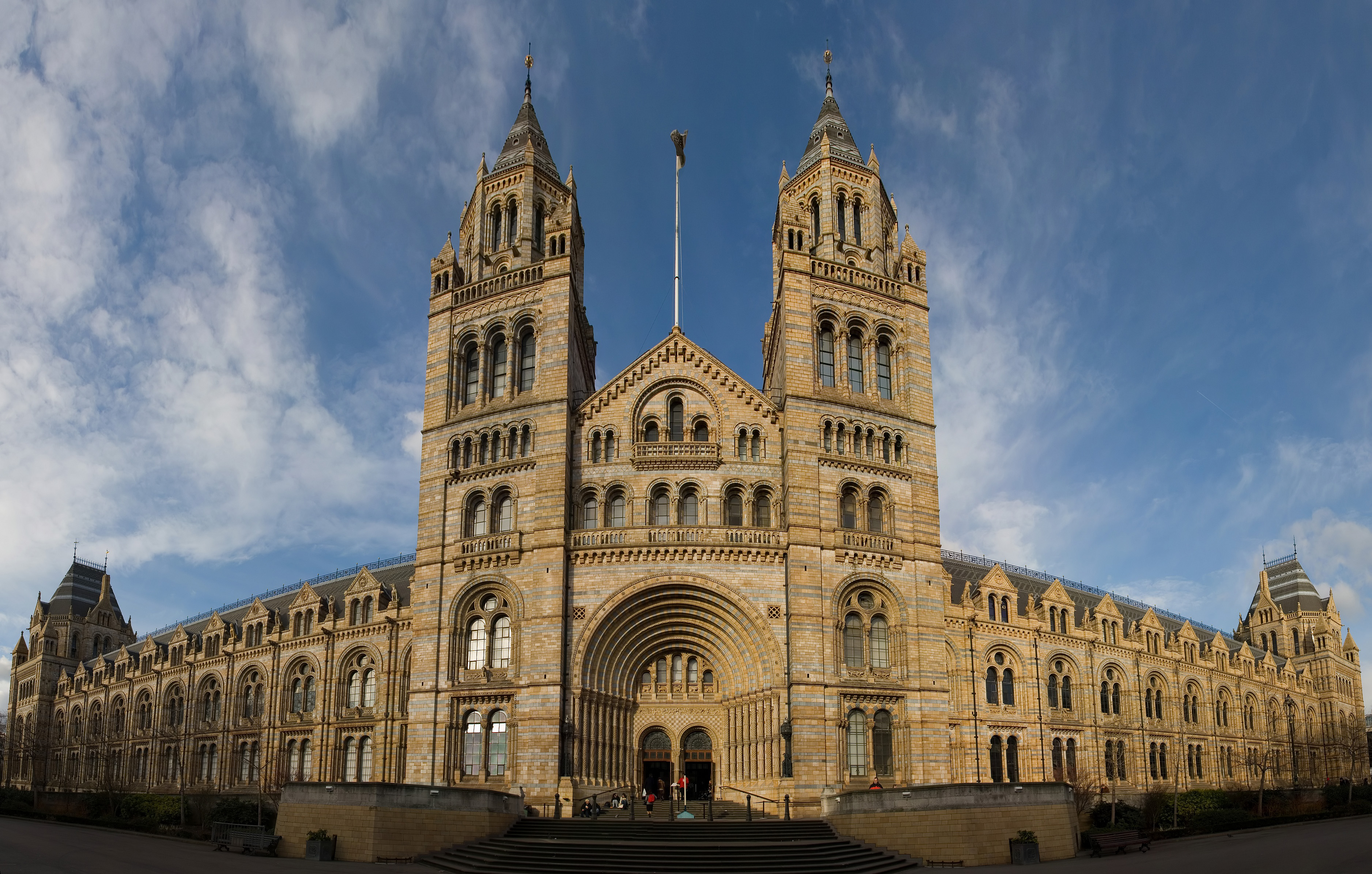
英國的自然歷史博物館的前廊有典型維多利亞時代建築的陶瓦裝飾

陶瓦（Terracotta、Terra cotta 或 Terra-cotta，意大利文：「烤過的土」，從拉丁語：而來），又稱粗陶、陶瓦，是一種陶器，以粘土為原料，上釉或者是不上釉。 器體本身為多孔設計。 陶瓦被運用在許多器物上（最常被用在花瓶）、水道、屋瓦還有建築工程的外部裝飾，還有雕像如秦始皇兵馬俑。陶瓦同時也可以指運用這個材料所做成的物品，或者是陶瓦的原色（棕色），這個範圍相當大。在考古學與藝術史中，「陶瓦」通常指那些不是用陶工輪所製造的物品。

## 生產和特性
一個適當品質好的粘土被塑造為所需的形狀。乾燥後，它被放置在一個窯中然後燒製。典型的燒成溫度為1000℃，其中的鐵含量，使得燒結體呈現出黃色、橙色、紅色、粉紅色、灰色或褐色。燃燒過後的陶瓦並不防水，然而若在燃燒之前將表面拋光則可以減少表面的孔，此外，釉層可以使其防水。這適合作為在熱帶環境中的花園或建築的裝飾，以及耐油容器，油燈，或烤箱。 大多數其他用途，會運用在餐具，衛生下水道，而在寒冷的環境，這種器具需要上釉面。陶瓦如果無裂紋，輕輕地拍擊將會發出聲響。某些陶瓦是從回收的陶瓦中製造的。